# Departamento Biedma
Biedma es un departamento de la provincia del Chubut, Argentina. El departamento tiene una superficie de 12.940 km² y limita al sur con los departamentos de Rawson y Gaiman, al oeste con el de Telsen, al norte con la provincia de Río Negro, y al este con el océano Atlántico. En el departamento se encuentra la península Valdés.

## Toponimia
Su nombre se debe a los expedicionarios Francisco de Biedma y Narváez y su hermano Antonio quienes fundaron un fuerte en la zona en 1778. El topónimo se transcribió de forma diferente al de Viedma de la provincia de Río Negro y se escribe con «b».

## Localidades y parajes

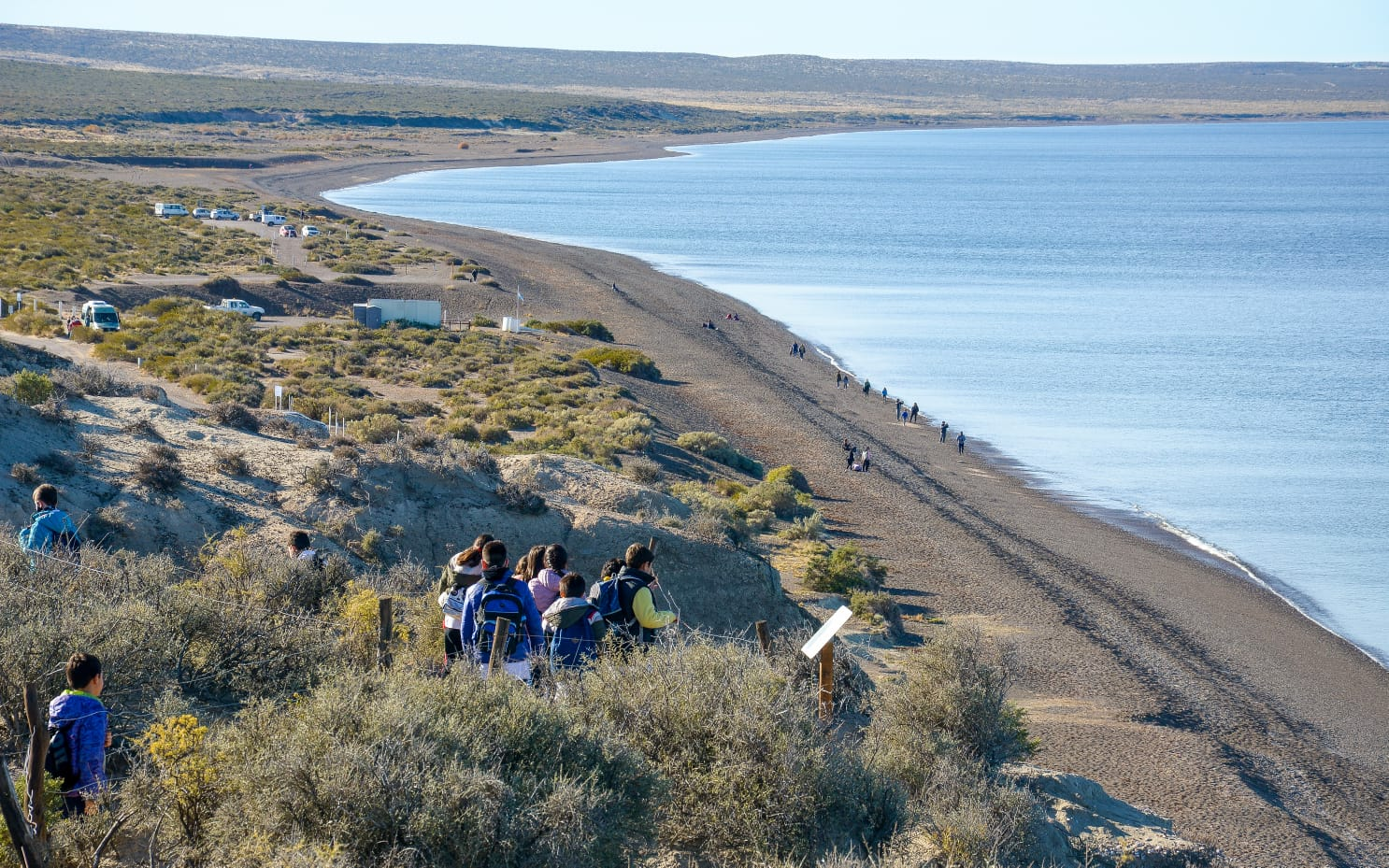
Vista panorámica de la extensa playa El Doradillo.

Localidad con población registrada en los últimos censos:
- Arroyo Verde
- Puerto Madryn
- Puerto Pirámides
- Quinta El Mirador
- Parque Ecológico El Doradillo

Localidades rurales e históricas:
- El Desempeño
- Mina Guanacache
- Puerto Galván
- Puerto Lobos
- Punta Delgada
- Puerto San José
- Riacho San José

## Demografía
El censo de 2022 reveló que el departamento desaceleró su crecimiento al arrojar 103.173 habitantes .Esto lo situó como el tercero más poblado de la provincia.
|           | 1947  | 1960    | 1970    | 1980     | 1991     | 2001    | 2010   | 2022    |
| Población | 4.554 | 6.189   | 6.981   | 21.689   | 45.494   | 58.677  | 82.883 | 103.173 |
| Variación | -     | +35,90% | +12,79% | +210,68% | +109,75% | +28,97% | +41,3% | +24,5%  |

Fuente: Instituto Nacional de Estadísticas y Censos, INDEC